# Flugplatz Norderney

i7
i11
i13

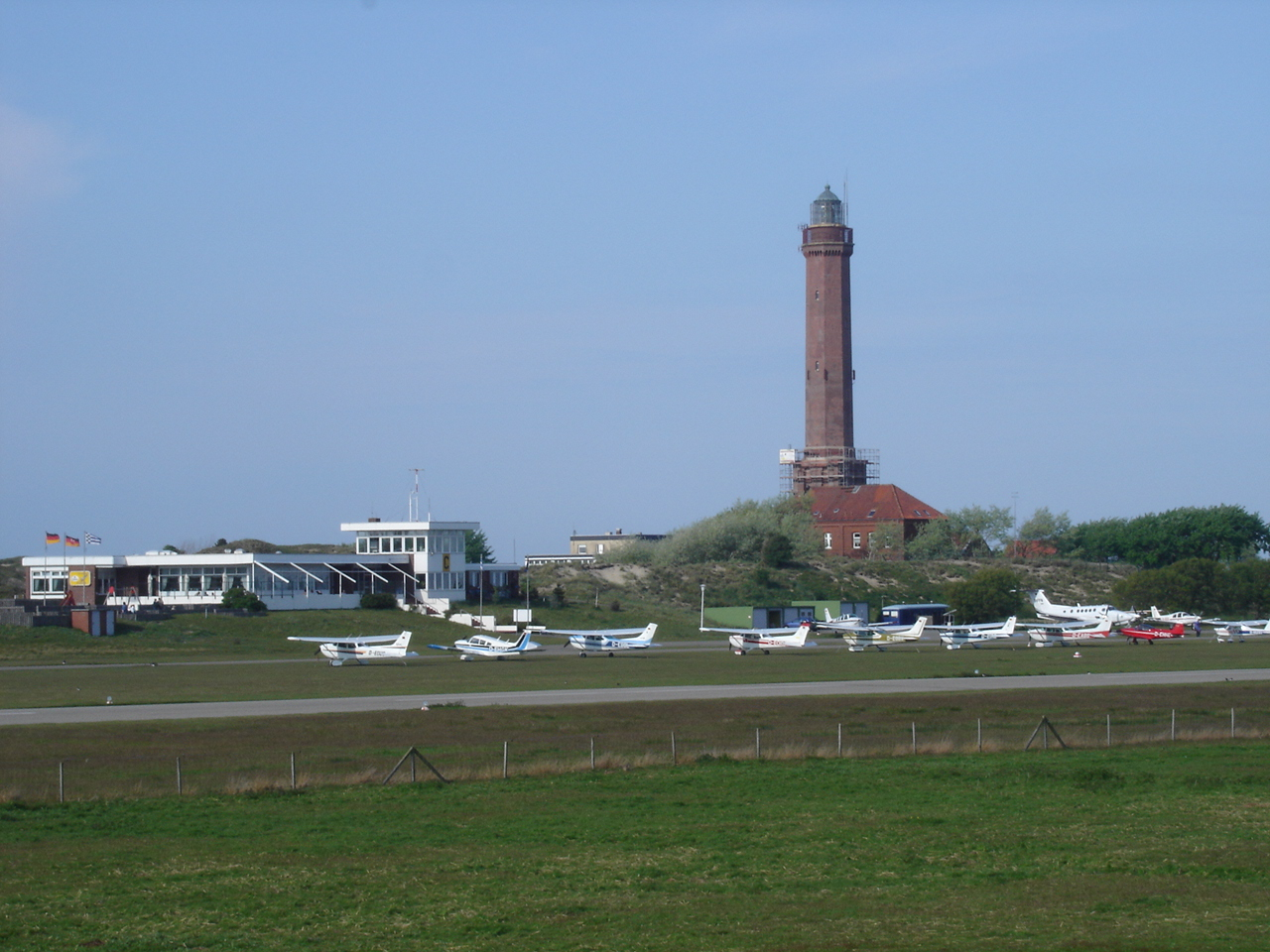
Ansicht von der Wattseite

Der Flugplatz Norderney (IATA-Code: NRD, ICAO-Code: EDWY) ist der Verkehrslandeplatz der niedersächsischen Insel Norderney.
Auf dem Flugplatz können Motorsegler, Motorflugzeuge bis 5700 kg, Ultraleichtflugzeuge und Helikopter bis 10.000 kg betrieben werden.

## Geschichte
Der Flugplatz Norderney wurde 1970 direkt angrenzend an den Leuchtturm eröffnet. Bereits um 1914 gab es Pläne zur Errichtung eines zivilen Flugplatzes. Der bis dahin bestehende Flugplatz am Westkopf der Insel wurde 1945 von den Alliierten zerstört. Daher wurde 1954 ein Behelfsflugfeld auf einer Wiese am Wattenmeer vor dem Golfhotel in Betrieb genommen, das jedoch wegen immer wiederkehrender Überflutungen geschlossen werden musste und durch den heutigen Flugplatz ersetzt wurde.
1957 wurde der Luftsportverein gegründet, der bis heute den Flugplatz für Fliegerei benutzt.